# Генрих (герцог Шлезвига)

Шлезвиг на карте Ютландии

Генрих (нем. Heinrich; ум. август 1375) — герцог Шлезвига с 1364 года. Последний представитель династии, основателем которой был Абель Датский.
Сын Вальдемара V (ум. 1364) и его жены Рихарды Шверинской (ум. 1384). Управлял только частью герцогства — другая половина находилась в залоге у Гольштейна, и несколько сеньорий получила в пожизненное владение его мать.
С помощью графа Гольштейна в 1368 году вернул под свою власть остров Лангеланн, ранее захваченный Данией.
В 1370 году Генрих женился на Кунигунде (ум. ок. 1386), происхождение которой не выяснено. Детей у них не было, и встал вопрос о наследовании. Ближайшей родственницей была тётка — Гедвига Шлезвигская, с 1340 г. жена датского короля Вальдемара IV. Поэтому после смерти Генриха (умер в 1375 г. не позднее 25 сентября) герцогство Шлезвиг было присоединено к Дании, за исключением Готторпа, захваченного Гольштейном.